# Wiemersdorf
Wiemersdorf (niederdeutsch Wiemersdörp) ist eine Gemeinde im Kreis Segeberg in Schleswig-Holstein.

## Geografie
Wiemersdorf liegt etwa fünf Kilometer nördlich von Bad Bramstedt in ländlicher Umgebung an der Landesstraße 319. Südlich verläuft die Bundesstraße 206 von Bad Bramstedt nach Itzehoe, östlich die Bundesautobahn 7 von Hamburg nach Flensburg.
Die Gemeinde liegt an der Bahnstrecke Hamburg-Altona–Neumünster der AKN. Die Linie A2 hält stündlich am kleinen Bahnhof östlich des Ortskerns.

## Geschichte
Die ersten Besiedlungsspuren sind schon etwa 2500 Jahre alt, zu dieser Zeit wurde Raseneisenerz abgebaut. Wiemersdorf wurde 1141 als Wimeresthorpe erstmals urkundlich erwähnt. Um 1800 lebten hier rund 290 Menschen. Die Bewohner lebten bis vor wenigen Jahrzehnten überwiegend von der Landwirtschaft, im 19. Jahrhundert war Wiemersdorf daneben ein wichtiger Standort für die Herstellung von Ziegelsteinen, die auch im Wappen dargestellt sind.
Die noch heute gepflegte Tradition, am Martinstag eine „Dörpsversammlung“ abzuhalten, kann urkundlich belegt über rund 250 Jahre zurückverfolgt werden, ist wahrscheinlich jedoch älter.

### Zwangsarbeiter-Kinderheim 1943–1945
In einem Nebengebäude der damaligen Ziegelei wurde im Herbst 1943 für die im westlichen Teil des Kreises Segeberg neugeborenen Kinder der aus Polen und der Sowjetunion zur Zwangsarbeit verschleppten Arbeiter eine sog. „Ausländerkinder-Pflegestätte“ eingerichtet. Infolge der Trennung von ihren Müttern und einer unzureichenden Versorgung mit Nahrungsmitteln sind dort 16 Kinder gestorben.

## Politik

### Gemeindevertretung
Bei der Kommunalwahl 2023 errang die Kommunale Bürgervereinigung erstmals alle 13 Sitze in der Gemeindevertretung. Die Wahlbeteiligung betrug 54,1 Prozent.

### Wappen
Blasonierung: „In Grün drei goldene Ochsengehörne in der Stellung 2 : 1. Im goldenen Schildfuß drei rote Mauersteine in der Stellung 2 : 1.“

## Freizeit und Tourismus
Durch den Ort verläuft der Naturparkweg, der die fünf Naturparke in Schleswig-Holstein für Wanderer verbindet.
Auf dem Gemeindegebiet befinden sich etwa 80 auf Niederdeutsch verfasste, mit humorvollen Kommentaren versehene Gemarkungsschilder. 1978 wurde beschlossen, diese Schilder aufzustellen, damit die alten Flurnamen nicht in Vergessenheit geraten.

## Einzelnachweise

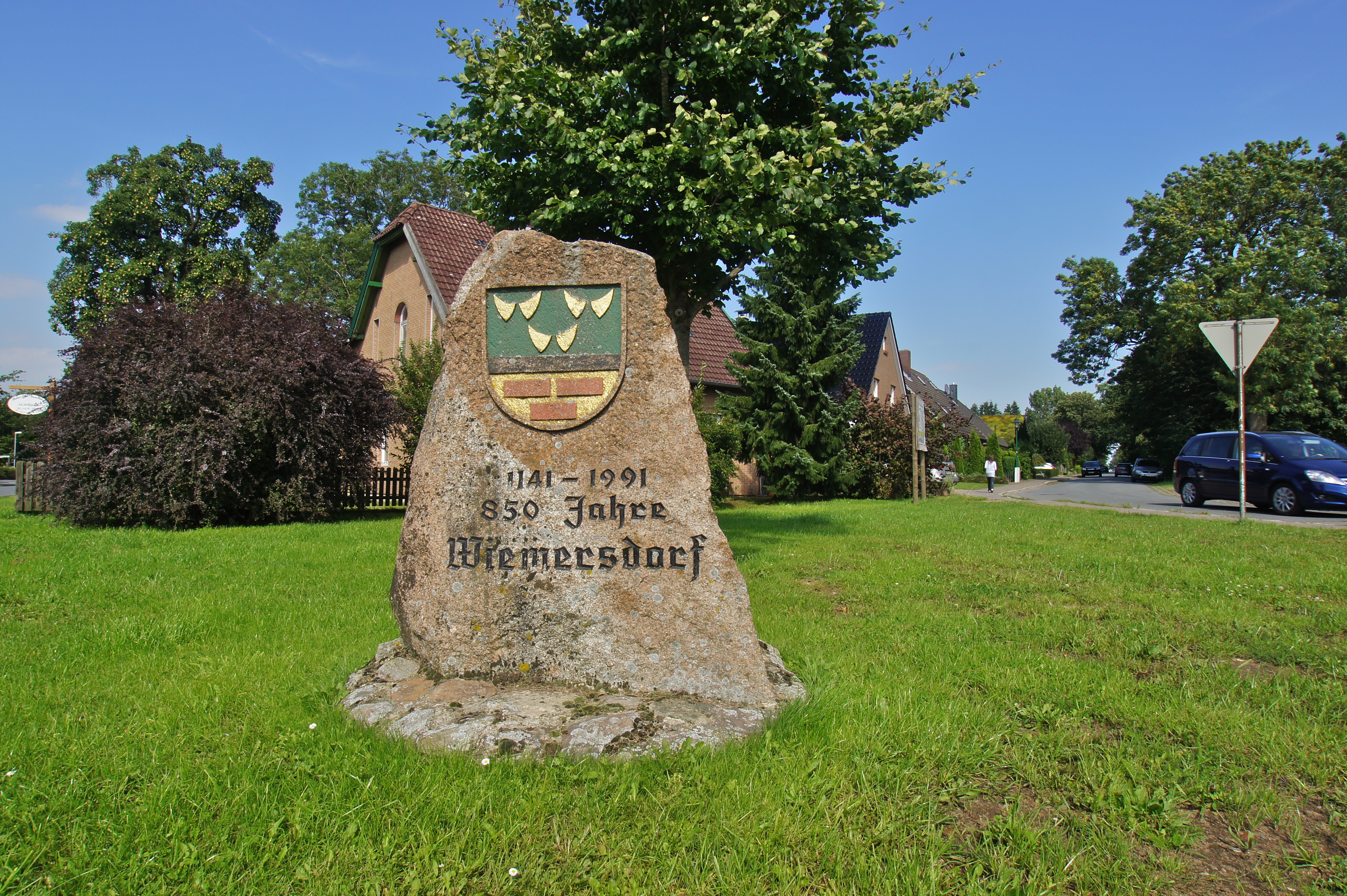
Findling als Denkmal des 850. Jahrestags des Dorfes
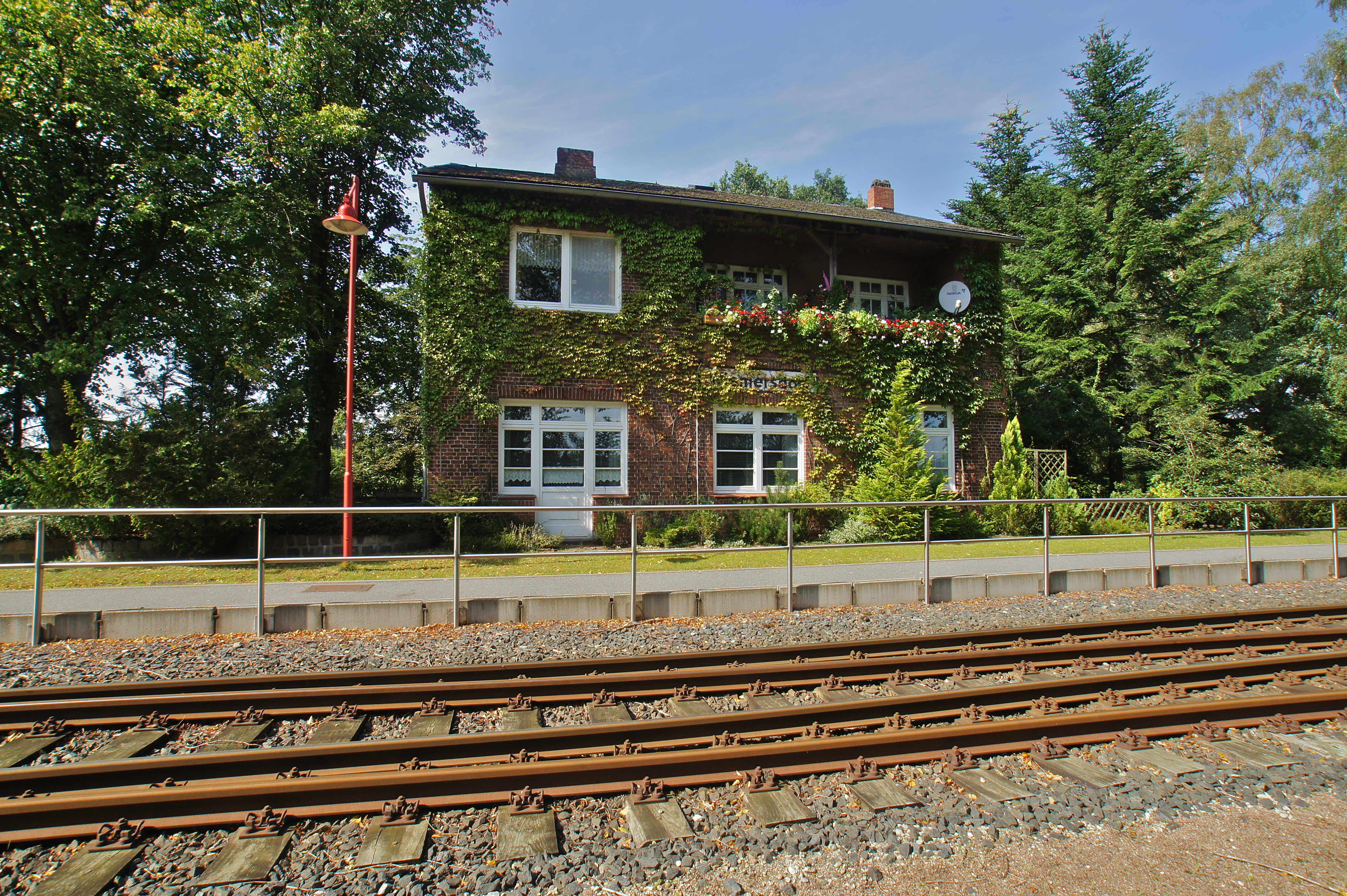
Ehemaliges Bahnhofsgebäude
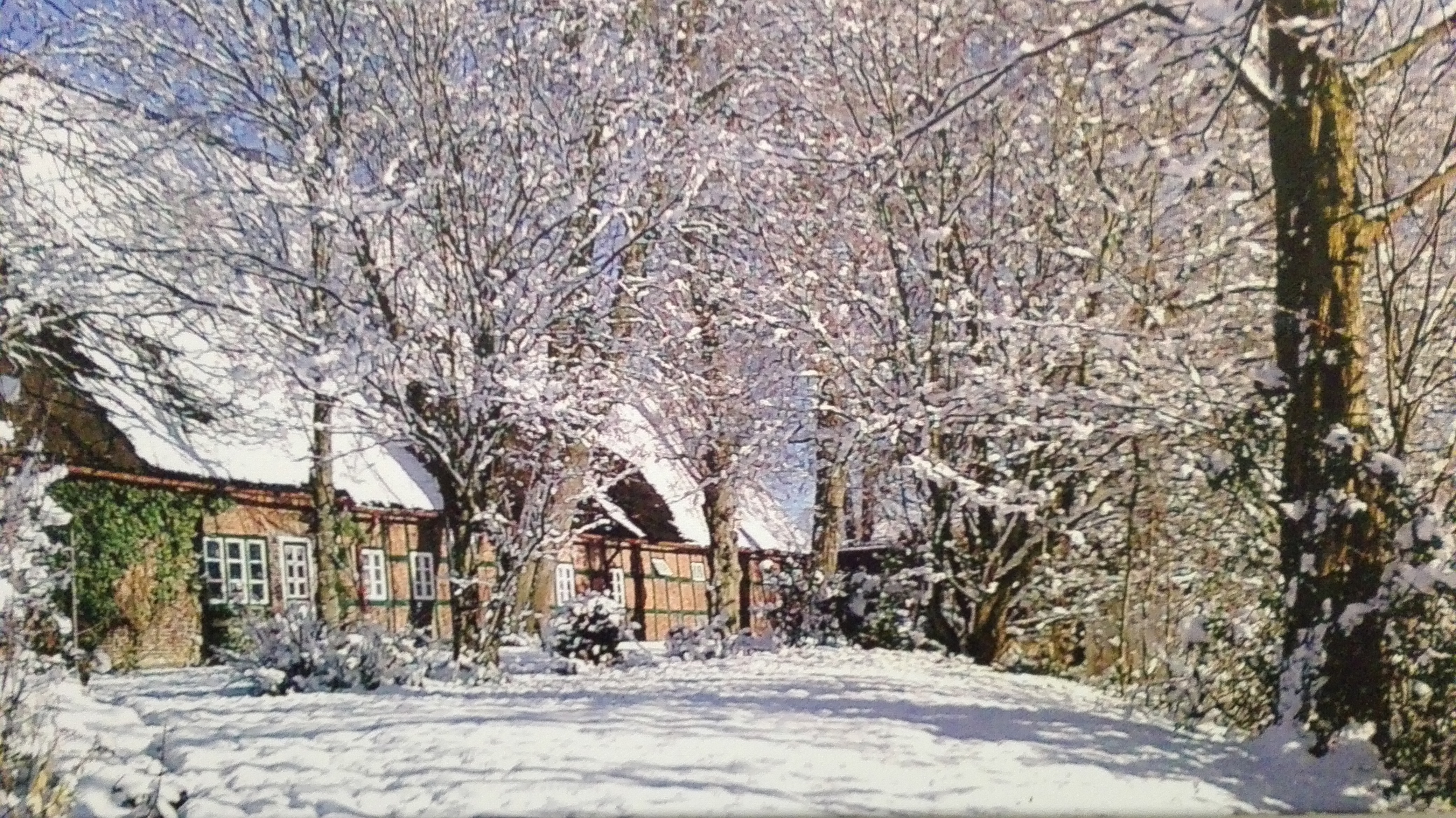
Winter in Wiemersdorf